# Synsphyronus paradoxus
Synsphyronus paradoxus är en spindeldjursart som beskrevs av Chamberlin 1930. Synsphyronus paradoxus ingår i släktet Synsphyronus och familjen gammelekklokrypare. Inga underarter finns listade i Catalogue of Life.